# 塞尔旺
塞尔旺（法語：Servant，法語發音：[sɛʁvɑ̃] ⓘ）是法国多姆山省的一个市镇，属于里永区。

## 地理
塞尔旺（46°8'20"N, 2°55'45"E）面积26.56 平方千米，位于法国奥弗涅-罗讷-阿尔卑斯大区多姆山省，该省份为法国中南部省份，北起阿列省接壤，东临卢瓦尔省，南至上盧瓦爾省和康塔爾省，西接科雷兹省和克勒兹省。
与塞尔旺接壤的市镇（或旧市镇、城区）包括：舒维尼、埃沙西耶尔、纳德、默纳、穆勒耶、普佐勒、锡乌勒河畔圣加勒。

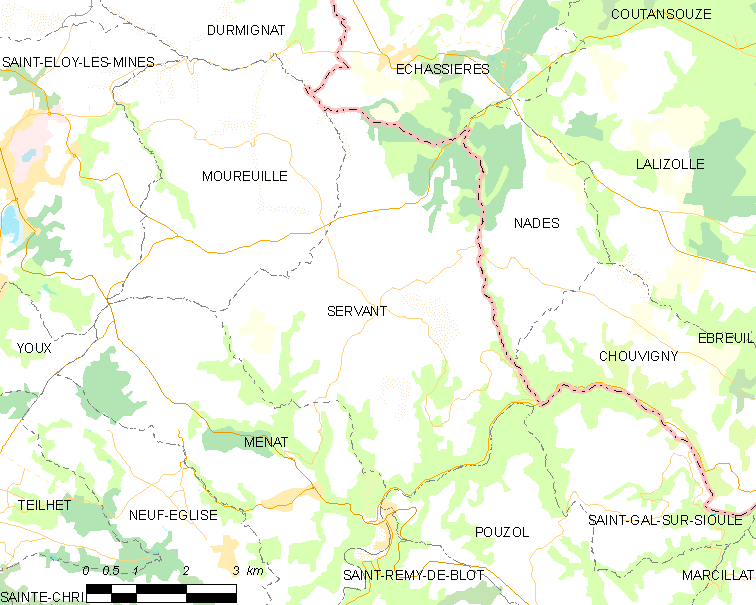
塞尔旺的OSM定位图

塞尔旺的时区为UTC+01:00、UTC+02:00（夏令时）。

## 行政
塞尔旺的邮政编码为63560，INSEE市镇编码为63419。

## 政治
塞尔旺所属的省级选区为圣埃卢瓦莱米讷县。

## 人口

1962-2008年间塞尔旺人口变化图示

塞尔旺于2022年1月1日时的人口数量为559人。